# Colonia Morelos, Santiago Maravatío
Colonia Morelos är en ort i Mexiko.   Den ligger i kommunen Santiago Maravatío och delstaten Guanajuato, i den centrala delen av landet, 210 km väster om huvudstaden Mexico City. Colonia Morelos ligger 1 737 meter över havet och antalet invånare är 182.
Terrängen runt Colonia Morelos är kuperad söderut, men norrut är den platt. Runt Colonia Morelos är det ganska glesbefolkat, med 50 invånare per kvadratkilometer. Närmaste större samhälle är Uriangato, 18,7 km väster om Colonia Morelos. Trakten runt Colonia Morelos består till största delen av jordbruksmark.